# Чантурия, Валентин Алексеевич
Валентин Алексеевич Чантурия (род. 15 октября 1938 года, Москва) — советский и российский учёный в области обогащения полезных ископаемых, доктор технических наук, профессор, академик РАН (1994).

## Биография
Родился 15 октября 1938 года в Москве в семье учителя. Выпускник Московского института стали и сплавов, в годы учёбы являлся председателем студенческого научного общества института. 
Места  работы: Институт горного дела (1962—1971), Институт обогащения твёрдых горючих ископаемых (1967—1971),  Институт физики Земли (1972—1977), Институт проблем комплексного освоения недр РАН (1977—2003). Одновременно преподаёт в Московском государственном горном университете (сейчас – Горный институт НИТУ «МИСиС»).
С 1977 года — профессор кафедры обогащения полезных ископаемых Московского государственного горного университета. С 1977 года возглавляет лабораторию оптимизации процессов обогащения полезных ископаемых при комплексном их использовании Института Проблем Комплексного Освоения Недр РАН. Является учеником и последователем крупнейшего учёного, члена-корреспондента Академии наук СССР Игоря Николаевича Плаксина. Основными направлениями работы являются : новые экологичные процессы и технологии переработки труднообогатимых руд, высокоэффективные технологии обогащения алмазосодержащих кимберлитов и окисленных золотосодержащих руд, процессы водоподготовки извлечения полезных ископаемых, проблемы безопасности производств и другие. С 2013 года заместитель академика-секретаря Отделения Наук о Земле РАН.
С 2003 по 2010 года — директор Института проблем комплексного освоения недр РАН. В 2013 году В. А. Чантурия назначен председателем Оргкомитета по проведению XXIX Международного конгресса по обогащению полезных ископаемых, который пройдёт в 2018 году в Москве.

## Область научных интересов
Разработка технологий переработки руд цветных и благородных металлов, алмазосодержащих кимберлитов и углей. Им теоретически обосновано явление интергранулярного разрушения минеральных компонентов и повышения контрастности свойств минералов на основе использования энергетических воздействий в процессах первичной переработки руд сложного вещественного состава.
С 1997 года В. А. Чантурия — руководитель научной школы «Физико-химические методы разделения минеральных компонентов в процессах обогащения полезных ископаемых». 
Является активным научным руководителем - среди его учеников — более 40 докторов и кандидатов наук.
Является членом международных комитетов, научного совета РАН.

## Награды
- Орден «Знак Почёта» (1986)
- Орден Дружбы (1998)
- Орден «За заслуги перед Отечеством» 4 степени (2009)
- Орден «За заслуги перед Отечеством» 3 степени (2020)
- Премия Совета Министров СССР (1983, 1991)
- Премия Правительства Российской Федерации в области науки и техники (1999)
- Премия Президента Российской Федерации в области образования[2] (за 2000 год)
- Премия имени Н. В. Мельникова (1993) — за серию работ в области комплексной переработки труднообогатимых руд сложного вещественного состава
- Премия имени В. А. Коптюга (совместно с В. Н. Макаровым, В. Т. Калинниковым, за 2008 год) — за цикл работ «Научные основы снижения экологической опасности горнопромышленных отходов и разработка эффективных технологий их утилизации»
- Почётная грамота Президента Российской Федерации (5 февраля 2024 года) — за заслуги в развитии отечественной науки, многолетнюю плодотворную деятельность и в связи с 300-летием со дня основания Российской академии наук[3]

## Труды
Автор около 350 опубликованных работ, 12 монографий.
- Чантурия В. А., Шафеев Р. Ш. Химия поверхностных явлений при флотации. — М., Недра, 1977;
- Электрохимия сульфидов. Теория и практика флотации. — М., Наука, 1993;
- Комплексное освоение месторождений и глубокая переработка минерального сырья. М., 2010 (в соавт.).

Статьи
- Вскрытие упорных золотосодержащих руд при воздействии мощных электромагнитных импульсов // Доклады Академии наук, 1999, т.366, № 5.
- Теоретические основы повышения контрастности свойств и эффективности разделения минеральных компонентов // Цветные металлы, № 9, 1998.
- Чантурия В. А., Бунин И. Ж., Ковалёв А. Т., Копорулина Е. В. О процессах формирования микро- и нанофаз на поверхности сульфидных минералов при воздействии наносекундных электромагнитных импульсов // Известия РАН. Серия физическая, том 76, № 7, 2012.
- Чантурия В. А., Козлов А. П., Толстых Н. Д. Дунитовые руды — новый вид платиносодержащего сырья // ГИАБ, № 1, 2011.